# Povestea lui Harap-Alb
Povestea lui Harap-Alb este un basm cult scris de Ion Creangă. A apărut în revista Convorbiri literare, la 1 august 1877, apoi a fost publicat în același an în ziarul Timpul de către Mihai Eminescu. Pornind de la modelul folcloric, autorul reactualizează teme de circulație universală trecându-le prin filtrul propriei viziuni; asistăm astfel la un text narativ complex, amplu și pluriepisodic, cu numeroase personaje purtătoare ale unor valori simbolice.
Tema basmului este reprezentată de lupta binelui împotriva răului, încheiată cu victoria binelui. Personajul principal parcurge astfel o aventură eroică imaginară, un drum al maturizării morale și etice presărat de diferite probe și obstacole. Lumea în care se petrece acțiunea este una miraculoasă, dominată de stereotip și hiperbolizare; o oglindire exagerată, carnavalescă și fabuloasă a realității, ce nu provoacă o reacție particulară cititorului sau personajelor, acestea acceptând îmbrățișarea unor convenții diferite decât cele ale lumii reale, raționale.

## Rezumat
Basmul începe prin prezentarea unei situații de început: un crai avea trei feciori, iar într-o țară foarte îndepărtată, fratele acestuia, Verde-Împărat, avea trei fete. Armonia se rupe odată cu sosirea unei scrisori provenite de la Împăratul Verde, în care acesta mărturisește fratelui nevoia unui moștenitor de linie masculină și îi cere să-i trimită cel mai vrednic dintre nepoți, ca să îi urmeze la tron. Odată cu prezentarea acestui motiv al împăratului fără urmaș, desfășurarea acțiunii (căutarea eroului), se concretizează prin probe, cărora cei trei feciori de crai sunt supuși de tată. Acesta, deghizat sub o piele de urs le iese în față sub un pod; înspăimântați, primii doi feciori renunță la misiune și astfel ne apare motivul superiorității mezinului, fiul cel mic fiind singurul care reușește să treacă proba, ajutat de Sfânta Duminică care îl pregătește la inițiere poruncindu-i să pornească la drum cu hainele, armele și calul din tinerețe a tatălui său, repetând astfel condițiile inițierii acestuia. Calul, deși la început apare ca fiind un biet animal slab și bătrân, se demonstrează a fi unul înzestrat cu puteri supranaturale și va deveni tovarășul și sfătuitorul tânărului.

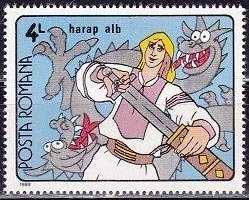
Harap-Alb, timbru din 1989

Întrucât podul simbolizează trecerea de la o etapă a vieții la alta, tatăl îi dăruiește fiului pielea de urs și primele indicații despre noua lume: să se ferească de Omul Roș și de Omul Spân. Pe drum, rătăcindu-se în pădure, fiul de crai se întâlnește cu Omul Spân, care în a treia apariție reușește să îl determine pe fecior să încalce sfatul părintesc; acesta crezând că se află în „țara spânilor” și având nevoie de ajutor pentru a ieși din pădurea labirint îl ia pe Spân ca slugă, încălcând astfel recomandarea tatălui.

Cei doi pornesc la drum iar prin înșelătorie, Spânul îl convinge pe crai să coboare într-o fântână pentru a se răcori; feciorul, încă „boboc în felul lui la trebi de aieste” coboară în fântână unde este închis de Spân și obligat să îi mărturisească informațiile relative propriei identități și obiectivele călătoriei sale. Naivitatea feciorului este sancționată prin pierderea identității și a dreptului de a deveni împărat. Spânul, furându-i identitatea îl transformă în slugă și îi dă numele de Harap-Alb, spunându-i că pentru a-și redobândi originile trebuie să moară și să învie. Astfel omul Spân se dovedește a fi un rău necesar, un inițiator care îl va pune pe Harap-Alb în situații dificile, contribuind la dezvoltarea unor capacități morale necesare atunci când va deveni „mare și tare”.

Aceste încercări echivalează cu diverse probe ale ascultării, curajului și milosteniei. Harap-Alb va trebui să aducă salate din Grădina Ursului, pielea cu pietre prețioase din Pădurea Cerbului solomonit și pe fata Împăratului Roș. Această ultimă probă presupune o serie de alte probe prin care Împăratul Roș încearcă să îndepărteze pețitorii (proba casei de aramă, ospățul, trierea macului de nisip) dar și o serie de probe care o vizează direct pe fată (fuga nocturnă a fetei, transformată în pasăre, proba ghicitului și proba impusă de fată). Trecerea acestor încercări va fi realizată cu ajutorul unor personaje cu puteri supranaturale care îl vor ajuta pe Harap-Alb: Gerilă, Setilă, Flămânzilă, Ochilă, Păsări-Lăți-Lungilă, calul, furnicile, Sfânta Duminică și Crăiasa albinelor.
Punctul culminant este atins o dată cu sfârșitul ultimei probe, când Harap-Alb se întoarce la curtea Împăratului Verde cu fata Împăratului Roș, care dezvăluind adevărata lui identitate demaschează răufăcătorul, recunoscând adevăratul erou. Urmează tentativa Spânului de a-l ucide pe Harap-Alb, tăindu-i capul, dar acesta va fi înviat de fata Împăratului Roș cu o serie de obiecte magice aduse de cal la sfârșitul ultimei probe. Între timp, Omul Spân este ucis de calul lui Harap-Alb ce „îl înșfacă cu dinții” zburând cu dânsul până în înaltul cerului de unde îi dă drumul, făcând din acesta „praf și pulbere”

Harap-Alb reintră în posesia propriei identități, primind drept recompensă fata Împăratului Roș și împărăția unchiului, ceea ce confirmă maturizarea eroului care, prin moartea și învierea sa cu conotații inițiatice, trece de la o etapă existențială la alta, devenind împărat.
Deznodământul constă în refacerea armoniei prin încheierea conflictului cu victoria binelui asupra răului, răsplata și nunta celor doi feciori.

## Particularități structurale
Acțiunea se desfășoară linear, succesiunea episoadelor fiind redată cronologic, prin înlănțuire. Aceste episoade corespund din punct de vedere compozițional unor etape ale drumului inițiatic pe care feciorul de împărat trebuie să le parcurgă (pregătirea pentru drum - parcurgerea drumului inițiatic - răsplata).
Modelul structural al basmului este dominat de stereotipie, implicând o serie de acțiuni convenționale, dispuse în perechi opoziționale (interdicția - încălcarea interdicției etc). Creangă utilizează triplicarea sistematică a situaților ce compun schema logică a narațiunii, suprasolicitând procedeul: a treia probă conține alte încercări impuse de Împăratul Roșu și de fată. Astfel eroul are de trecut mai multe serii de probe, nu doar trei.
Aceste steriotipii vizează și construcția personajelor, care îndeplinesc o serie de roluri specifice basmului: eroul, personajele ajutătoare, antagonistul eroului, fata de împărat (personajul căutat). Întâlnim și o serie de numere și obiecte magice.

Coordonatele acțiunii sunt vagi, nedefinite, datorită convenției atemporalității și aspațialității

## Particularități stilistice

### Oralitatea stilului
Modalitățile de realizare a oralității stilului sunt:
- dialogul
- folosirea dativului
- exclamații, interogații, interjecții
- expresii onomatopeice
- imprecații, apostrofe
- adresare directă
- diminutive
- formule specifice oralității
- proverbe și zicători
- versuri populare și fraze ritmate
- cuvinte și expresii populare, regionalisme
- umorul.

### Umorul
Modalitățile de realizare a umorului sunt:
- exprimarea poznașă, mucalită
- combinații neașteptate de cuvinte
- caracterizări pitorești
- vorbe de duh
- autopersiflarea
- ironia
- poreclele personajelor
- situațiile și întâmplările în care sunt puși eroii
- utilizarea diminutivelor cu valoare augmentativă.

## Construcția personajelor
Personajele sunt purtătoare unor valori simbolice corespunzătoare antitezei dintre bine și rău. Specific basmului cult este modul în care se realizează individualizarea personajelor, în primul rând prin limbaj. Acestea reprezintă, cu excepția eroului al cărui caracter evoluează pe parcurs, hiperbolizarea și ironizarea unor tipologii umane reductibile la o singură trăsătură dominantă.

### Harap-Alb

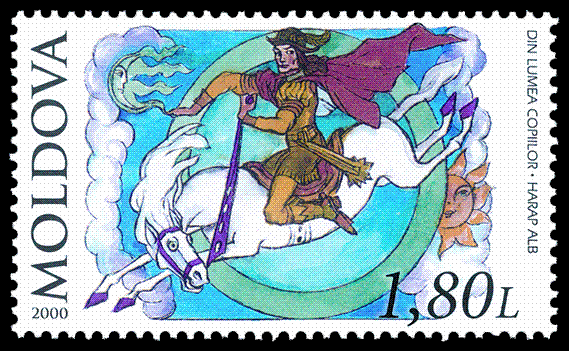
Timbru moldovenesc cu Harap-Alb din 2000

Protagonistul nu prezintă puteri supranaturale sau însușiri excepționale dar prin trecerea probelor de pe parcurs dobândește o serie de calități psiho-morale necesare unui crai „mare și tare”. Numele personajului reflectă condiția duală de slugă (Harap) de origine nobilă (Alb), dar și o sugestie cromatică de alb/negru care sugerează starea intermediară dintre naivitate și maturitate.

### Spânul
Reprezintă antagonistul eroului, personaj de o inteligență perfidă, acesta are rolul de a-l iniția pe Harap-Alb, reprezentând astfel, împreună cu Împăratul Roș, un rău necesar maturizării protagonistului.

### Regina albinelor
Regina albinelor este un personaj fantastic din mitologia românească. Aceasta îl ajută pe erou ca răsplată a unei fapte bune, dăruindu-i o aripă cu care o va chema atunci când o va arde. O înțeapă pe Fata Împăratului Roș, dezvăluind-o lui Harap-Alb, ca răsplată pentru faptul că a făcut o locuință albinelor.

### Împăratul Verde
Acesta este unchiul eroului, ce nu are urmaș la tron și trimite o scrisoare fratelui său (tatăl lui Harap-Alb) pentru a-i cere un nepot drept moștenitor.